# The Relationship
The Relationship är ett amerikansk rockband ifrån Los Angeles, Kalifornien som startades 2006. Bandet består av Weezer-gitarristen Brian Bell, Eric J (gitarr) och de bägge Die Hunns-medlemmarna Nate Shaw och David Zonshine på basgitarr respektive trummor. Bandet lade under hela 2007 upp sina låtar på MySpace men något debutalbum kom inte före 2010.

## Medlemmar
Senaste medlemmar
- Brian Bell – gitarr, sång (2006–2019)
- Jon LaRue – basgitarr
- Justin Goings – trummor
- Brandon Graham – sologitarr

Tidigare medlemmar
- David Zonshine – trummor (2006)
- Nate Shaw – gitarr (2006–?)
- Luther Russell – basgitarr (2006–2008)
- Jamie Reidling – trummor (2006–2008)
- Jason Hiller – basgitarr (2008–?)
- Blair Sinta – trummor (2008–?)
- Eric J Dubowsky – keyboard, gitarr, bakgrundssång (2008–?)
- Ben Peeler – steel gitarr (2008–?)
- Anthony Burulcich – trummor

## Diskografi
Studioalbum
- 2010 – The Relationship